# Diplonevra ctenophora
Diplonevra ctenophora är en tvåvingeart som beskrevs av Ronald Henry Lambert Disney 2003. Diplonevra ctenophora ingår i släktet Diplonevra och familjen puckelflugor. Inga underarter finns listade i Catalogue of Life.